# Hydroeciodes aspasta
Hydroeciodes aspasta är en fjärilsart som beskrevs av Dyar 1918. Hydroeciodes aspasta ingår i släktet Hydroeciodes och familjen nattflyn. Inga underarter finns listade i Catalogue of Life.